# Theodor Bertram
Theodor Bertram, född 1869 och död 1907, var en tysk operasångare, hjältebaryton.
Han studerade vid konservatoriet i Stuttgart, och var anställd i Hamburg, Berlin och München, men sjöng även i Bayreuth, London och Amerika. Till hans bästa roller hörde Don Juan, Almaviva, Hans Sachs, Beckmesser, Wotan och Amfortas. Bertram gästspelade i Stockholm 1904. Han dog genom självmord.
Han var från 1897 gift med sångerskan Fanny Moran-Olden.